# Virgilio Lazzari

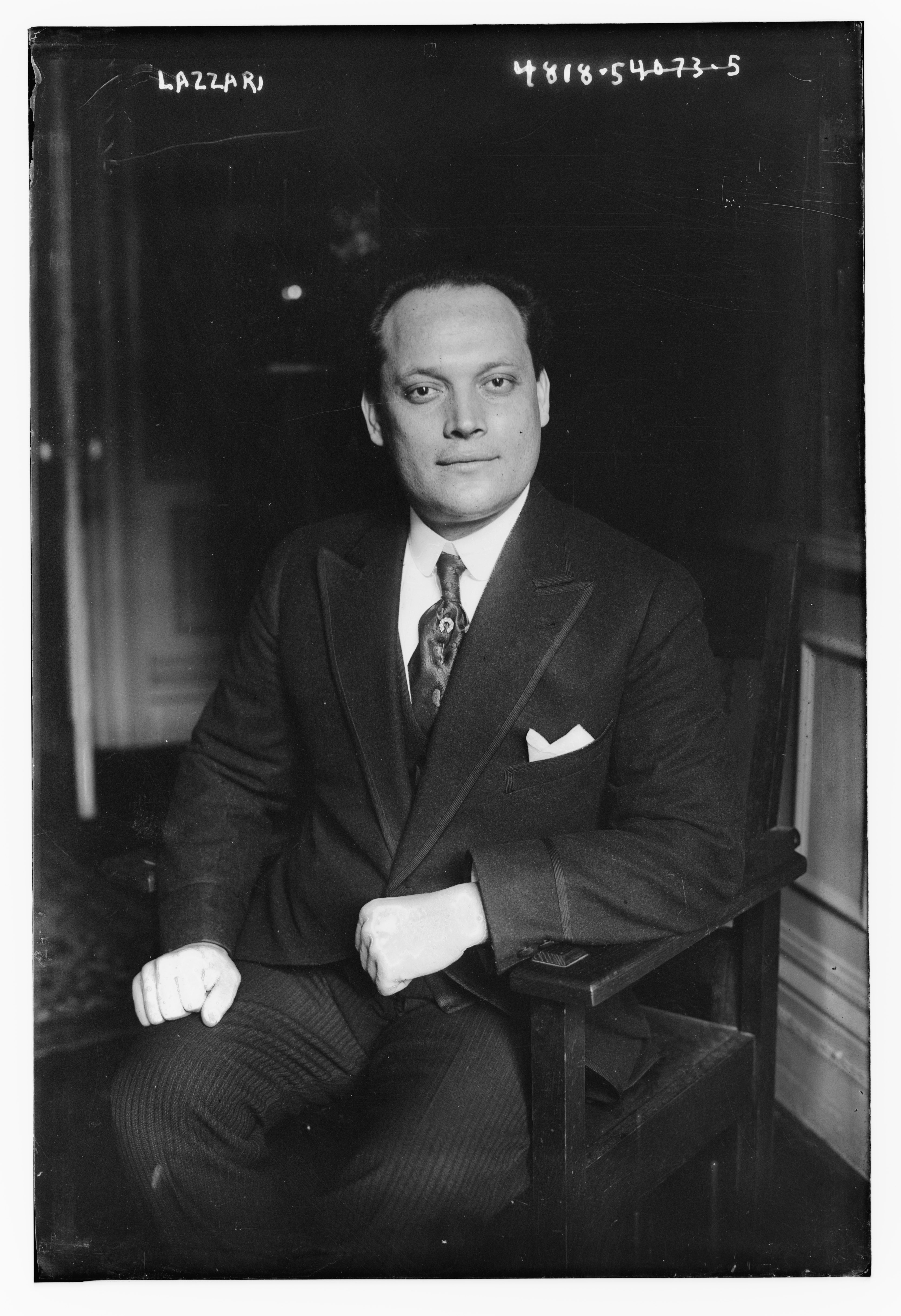
Virgilio Lazzari, New York 1915

Virgilio Lazzari (20. April 1887 in Assisi – 4. Oktober 1953 in Castel Gandolfo) war ein italienischer, später US-amerikanischer Opernsänger der Stimmlage Bass, der international große Erfolge hatte. Seine Karriere mit den Schwerpunkten Chicago Civic Opera (1918–1932), Metropolitan Opera (1933–1950) und Salzburger Festspiele (1934–1939) währte insgesamt über 45 Jahre.

## Leben
Virgilio Lazzari begann seine Karriere 1908 bei der Operettengesellschaft Vitale Compagnia. Er debütierte als L’Incognito in Franz von Suppès komischer Oper Boccaccio und sammelte drei Jahre lang Bühnenerfahrung. Er setzte sein Gesangsstudium bei Antonio Cotogni in Rom fort und debütierte 1914 am Teatro Costanzi, dem heutigen Teatro dell’Opera di Roma. In der Spielzeit 1914/15 sang er in Südamerika. 1915 übernahm er am Teatro Municipal von Santiago de Chile die Rolle des Aldobrandino dei Rangoni in Parisina von Pietro Mascagni. 1916 sah und hörte man im Palacio de Bellas Artes in Mexiko-Stadt, in St. Louis und im Auditorium Building von Chicago. In Mexiko-Stadt war er als Archibaldo in L’amore dei tre re von Italo Montemezzi engagiert, seiner späteren „Glanzrolle“, in Chicago als Ramfis in Aida an der Seite von Rosa Raisa in der Titelrolle. 1917 trat er erstmals in Boston und New York auf, in New York an der Columbia University vor 2.000 Zusehern als Colline in einer Vorstellung von La Bohème, in der Maggie Teyte die Mimì sang.
Von 1918 bis 1921 stand er bei der Chicago Opera Association unter Vertrag, von 1922 bis 1932 bei der Chicago Civic Opera. Er trat in Chicago neben berühmten Primadonnen wie Mary Garden oder Amelita Galli-Curci auf – mit ersterer sang er 1920 in L’amore dei tre re, mit letzterer 1921 in La sonnambula. Weitere Rollen in Chicago waren der Leporello und Figaro in den Mozart-Opern Don Giovanni und Le nozze di Figaro (1928/29), der Raimondo in Lucia di Lammermoor, der Sparafucile in Rigoletto, die Titelpartie in Boitos Mefistofele sowie der Claudius in der Chicagoer Erstaufführung des Hamlet von Ambroise Thomas. 1919 sang er in Chicago den Warlaam in Boris Godunow an der Seite von Fedor Schaljapin in der Titelpartie.
1920 war er am Teatro Colón in Buenos Aires verpflichtet. 1920 gastierte er in Rio de Janeiro. Von 1923 bis 1931 wirkte er beim Ravinia Festival, einem Open-Air-Festival in Chicago mit dem Chicago Symphony Orchestra, mit. Dort sang er beispielsweise 1923 neuerlich den Archibaldo in L’amore dei tre re, diesmal mit Lucrezia Bori als Flora. 1925 übernahm er in Paris den Don Basilio in Il barbiere di Siviglia, 1926 debütierte er an der San Francisco Opera. Während seiner Jahre in Chicago nahm er die US-amerikanische Staatsbürgerschaft an. 1929 war er der Ramfis bei der feierlichen Eröffnung des neuen Art-déco-Baus der Chicago Civic Opera. 1932 debütierte er am Teatro alla Scala in Mailand als Archibaldo in L’amore dei tre re. 
Im Dezember 1933 gab er, als Don Pedro in L’Africaine an der Seite von Rosa Ponselle sein Debüt an der Metropolitan Opera in New York. In den späten 1930er und in den 1940er Jahren war er der führende Bassist der Metropolitan Opera. Er sang dort, Tourneen nicht eingerechnet, in 14 Spielzeiten 28 verschiedene Rollen in 147 Vorstellungen. Neben seinen beiden Mozart-Rollen (Leporello und Don Bartolo) war er im gesamten italienischen Repertoire von Belcanto bis Verismo vertreten; er sang beispielsweise an der Met Don Basilio in Il barbiere di Siviglia, Raimondo in Lucia di Lammermoor, Conte Rodolfo in La sonnambula, Oroveso in Norma, die Verdi-Rollen Fernando, Samuel, Sparafucile und Ramfis, Colline in La Bohème, Talpa und Simone in Il trittico, Alvise in La Gioconda, weiters aus dem französischen Repertoire den Lothario in Mignon und aus dem russischen den Warlaam in Boris Godunow. Parallel zu seinen Verpflichtungen in New York setzte er seine internationale Gastspieltätigkeit fort. 
Von 1934 bis 1939 gastierte Lazzari alljährlich bei den Salzburger Festspielen – jeden Sommer als Leporello in Don Giovanni, ab 1936 auch als Pistòla in Falstaff, ab 1937 auch als Don Bartolo in Le nozze di Figaro.
1935 übernahm er an der Grand Opéra von Paris den Pistola in Falstaff. 1939 debütierte er als Leporello am Royal Opera House Covent Garden in London und sang den Leporello im selben Jahr auch am Théâtre Royal de la Monnaie in Brüssel. 1943 übernahm er in New York die zentrale Rolle des Salomone in der konzertanten Uraufführung der Oper L’incantesimo von Italo Montemezzi, die vom NBC Symphony Orchestra gespielt und im Radio übertragen wurde. 1947 trat er als Sparafucile und Colline noch einmal an der San Francisco Opera auf. Seine letzte Vorstellung an der Met bestritt er am 5. Dezember 1950 als Leporello in Don Giovanni mit Paolo Silveri, Ljuba Welitsch, Eleonor Steber und Patrice Munsel als Partnern.
Er sang dann noch einige Vorstellungen an der Oper von Philadelphia. Seine letzte Rolle war im April 1953 der Archibaldo am Teatro Carlo Felice von Genua.
Er war verheiratet.

## Aufnahmen
Es bestehen nur wenige Tondokumente. Neben offiziellen Aufnahmen auf Edison (1917, 1919) und Vocalion (1923) gibt es einige Mitschnitte von Opernaufnahmen aus späteren Jahren, insbesondere von der Metropolitan Opera.
Gesamtaufnahmen
- Don Giovanni, Salzburger Festspiele 1937, Wiener Philharmoniker, Dirigent: Bruno Walter, mit Ezio Pinza (Don Giovanni), Luise Helletsgruber (Donna Elvira), Herbert Alsen (Commendatore), Elisabeth Rethberg (Donna Anna), Dino Borgioli (Don Ottavio), Margit Bokor (Zerlina) und Karl Ettl (Masetto), hg. von der Bruno Walter Society, als Leporello, abrufbar auf You Tube
- Rigoletto, Chor und Orchester der Metropolitan Opera in New York, Dirigent: Gennaro Papi, mit Lawrence Tibbett (Rigoletto), Lily Pons (Gilda), Jan Kiepura (Duca di Mantova), Helen Olheim (Maddalena), Norman Cordon (Monterone), Thelma Votipka (Giovanna), George Cehanovsky (Marullo), Giordano Paltrinieri (Borsa), Wilfred Engelman (Conte Ceprano), Pearl Besuner (Contessa Ceprano), Lucielle Browning (Page), EJS-131, als Sparafucile, abrufbar auf You Tube
- L’incantesimo, konzertante Uraufführung der Oper von Italo Montemezzi, NBC Symphony Orchestra (New York), dirigiert vom Komponisten, mit Viviane della Chiesa (Giselda), Alexander Svéd (Folco), Mario Benini (Rinaldo), Mitschnitt der Radioübertragung der NBC, 9. Oktober 1943[16], als Salomone